# Luzy-Saint-Martin
Luzy-Saint-Martin – miejscowość i gmina we Francji, w regionie Grand Est, w departamencie Moza.
Według danych na rok 1990 gminę zamieszkiwały 124 osoby, a gęstość zaludnienia wynosiła 17 osób/km² (wśród 2335 gmin Lotaryngii Luzy-Saint-Martin plasuje się na 921. miejscu pod względem liczby ludności, natomiast pod względem powierzchni na miejscu 808.).